# Jaworniki (Góry Sanocko-Turczańskie)
Jaworniki (908,5 m n.p.m.) – najwyższy szczyt w polskiej części Gór Sanocko-Turczańskich.
Góra znajduje się w środkowej części położonego pomiędzy dolinami Pastewnika i Mszanki masywu Jaworników, który bywa zaliczany do pasma Żukowa jako jego wschodnia część. Jest zwornikiem trzech grzbietów. Na południe biegnie grzbiet kulminujący w szczycie o nazwie Besida (856 m n.p.m.), kolejny odbiega ku północnemu zachodowi, w kierunku grupy Na Buczkach (796 m n.p.m.), zaś na północny wschód od wierzchołka krótki grzbiet opada na przełęcz (834 m n.p.m.), po czym wznosi się w kierunku grzbietu zwanego Żukowem, przebiegającego w kierunku NW–SE i osiąga jego zwornikową kulminację (868 m n.p.m.).
Ze względu na brak jednoznacznie ustalonej granicy Gór Sanocko-Turczańskich z Bieszczadami Zachodnimi, według niektórych podziałów regionalizacyjnych włączających całe pasmo Otrytu z Trohańcem do Bieszczadów, Jaworniki są najwyższym szczytem polskiej części Gór Sanocko-Turczańskich.
Przez Jaworniki przebiega kontynentalny dział wód. Zachodnie stoki (pomiędzy grzbietami biegnącymi na południe i północny zachód) odwadnia Czarna w zlewisku Morza Bałtyckiego, zaś pozostały teren należy do dorzecza Dniestru w zlewisku Morza Czarnego.
Nie przebiegają tędy znakowane szlaki turystyczne; całkowicie zalesiony szczyt nie przedstawia walorów widokowych.